# Persicaria amphibia
Il poligono anfibio (Persicaria amphibia (L.) Delarbre, 1800) è una pianta della famiglia Polygonaceae.

## Descrizione

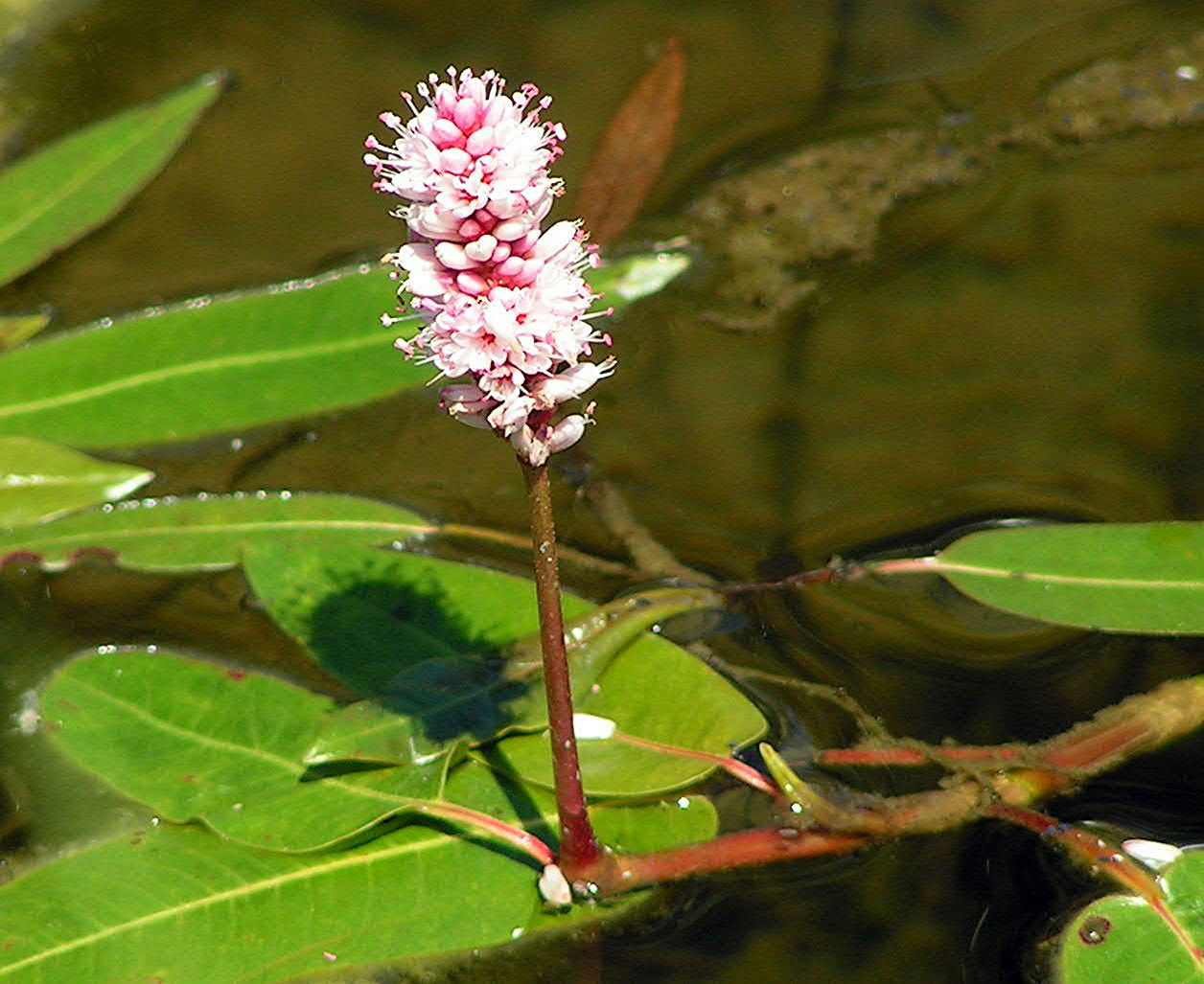
Infiorescenza

È una pianta perenne che deve il suo epiteto specifico al fatto di potersi adattare a vivere sia come pianta acquatica che come pianta terrestre.
Nella forma acquatica il fusto può raggiungere i 3 m di lunghezza e le foglie, galleggianti, sono ellittiche, appuntite, lunghe fino 15–20 cm, munite di un lungo picciolo. Nella forma terrestre il fusto è eretto, lungo sino a 70 cm e le foglie sono più piccole e con il picciolo più corto o assente.
I fiori, lunghi ciascuno 4–5 mm, di colore rosa, sono raccolti in infiorescenze terminali simile a spighe, molto appariscenti. Fiorisce da giugno a settembre.

## Distribuzione e habitat
La specie è originaria dell'emisfero settentrionale (Nord America ed Eurasia); è stata introdotta in Sud America e Africa dove talora è considerata specie invasiva.
In Italia è presente in tutta la penisola e nelle isole maggiori, anche se si tratta di una specie abbastanza rara.
Vive in acque stagnanti o con debole corrente, da 0 a 2000 m di altitudine, colonizzando anche ambienti con forti variazioni stagionali del livello dell'acqua.